# (904) Рокфеллия
(904) Рокфеллия (англ. Rockefellia) — типичный астероид главного пояса. Он был открыт 29 октября 1918 года немецким астрономом Максом Вольфом в обсерватории Хайдельберга и назван в честь американского филантропа Джона Д. Рокфеллера.

Орбита астероида Рокфеллия и его положение в Солнечной системе
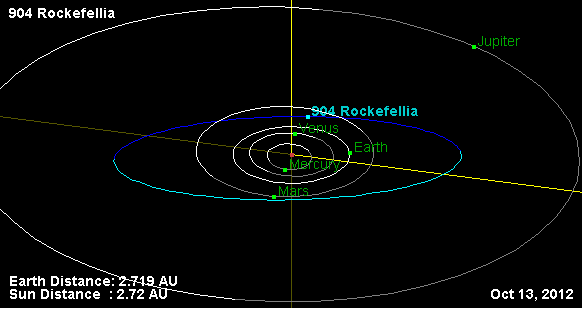
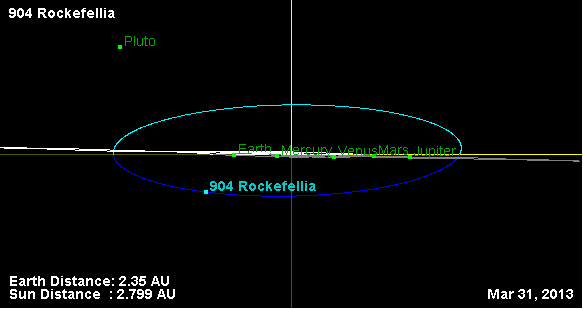